# Rhamu
Rhamu es una localidad urbana de Kenia perteneciente al condado de Mandera del noreste del país.
En 2019, la localidad tenía una población de 35 644 habitantes.
Es una localidad étnicamente somalí que se ha visto afectada por los enfrentamientos que dicha etnia lleva décadas sufriendo. La localidad se hizo conocida internacionalmente en junio de 1977, cuando se produjo aquí el incidente de Rhamu, en el cual tuvo lugar a través de Rhamu una invasión de las tropas de Somalia a la entonces provincia etíope de Sidamo, como paso previo a la Guerra de Ogaden. En 2014, un conflicto entre los clanes Degoodi y Garre provocó que hubiera trece mil desplazados en la zona.
Se ubica junto a la frontera con Etiopía marcada por el río Dawa, unos 60 km al oeste de Mandera sobre la carretera B9 que lleva a Isiolo pasando por Wajir. Al otro lado de la frontera se ubica la localidad etíope de Sathe.